# Biella Nuei
Biella Nuei es un grupo de música folk de Aragón, España. Su repertorio se divide en canciones cantadas tanto en castellano como en aragonés.

## Historia
Nació en los años 1980 entre un grupo de jóvenes con interés en la música popular aragonesa. Durante estos primeros años, profundizaron en las raíces de la tradición musical aragonesa y construyeron instrumentos típicos de Aragón, como gaitas de boto, chicotenes y dulzainas, entre otros.
Su primer disco fue Las aves y Las Flores (en aragonés: As aus e as flors), que fue publicado en 1994. En su segundo disco, Solombra, publicado en 1998, se incluyeron más percusiones y melodías de la gaita de boto. El último disco del grupo hasta la fecha es Sol d'ibierno, que fue lanzado en 2006. En este disco se mezclan las raíces aragonesas y andalusíes. También han realizado recopilaciones del patrimonio oral y musical de Aragón, que han sido publicadas tanto en libros como en discos.
Han realizado conciertos en los festivales de música folk más importantes, como el Pirineos Sur, celebrado en Lanuza, Huesca. Así mismo, han celebrado en conciertos en festivales de lugares que van desde Tel Aviv, en Israel, a Sagunto, en la Comunidad Valenciana, pasando por Cataluña, Castilla y Galicia, entre otros.
Posteriormente han sacado varios discos junto a músicos de otros países, como "Biella Nuei & Azawan", con músicos africanos; "Biella Nuei y La Fraternité": con músicos franceses y catalanes (El disco es nombrado como Huesca, Olot, Tourneville).
También crearon una nueva formación, llamada "Biella Nuei & los Bufacalibos". 'Bufacalibos' significa en aragonés 'los que avivan el fuego', en este caso de la música popular. Aquí se invita a otros músicos aragoneses o de fuera a participar, pudiendo ser jóvenes promesas o músicos afamados.
Varios de los integrantes de Biella Nuei son profesores de la escuela municipal de música y danza de Zaragoza, y colaboran con otras entidades como la Asociación de Gaiteros de Aragón.

## Discografía

### Discos de estudio
- Las Aves y las Flores (1994)
- Solombra (1998)
- Sol d'ibierno (2006)
- Al Natural (2007). Recopilatorio
- Biella Nuei & Azawan Romper el muro
- Biella Nuei & La Fraternité (2011)
- Biella Nuei y los Bufacalibos Oyendo crecer la Hierba (2011)
- Biella Nuei y La Santa Pereza (2013)

### Colaboraciones
- Xacobeo 93 (1993)
- Á Ixena (Ligallo de Fablans de l'Aragonés, 1995)
- Naciones Celtas II (1998)
- Folc (Feria de Manresa, 2000)
- El latido de la memoria (Amnistía Internacional, 2000)

### Archivo de tradición oral
- Monegros, música tradicional de Aragón (1990)
- Camilo, dulzainero de Las Parras de Castellote (1992)
- Dulzaineros de Alcañiz (1994)
- Archivo de Tradición Oral I, Las Cinco Villas (1994)
- Archivo Sonoro de la Jota Aragonesa (1998)
- Archivo de Tradición Oral II, El Moncayo (2000)
- Monegros (2000)
- Alan Lomax en Aragón (2000)
- La memoria de los hombres-libro. Guía de la Cultura Popular del Río Martín (2002)